# Hajós András
Hajós András (Budapest, 1969. május 3. –) magyar dalszerző, zenész, énekes, televíziós, rádiós és online műsorkészítő, humorista, médiaszemélyiség, zeneszerző, előadóművész és kritikus. Az Emil.RuleZ! zenekar frontembere. Demszky Gábor beszédírója és kampánystábjának tagja volt. A Dalfutár című zenei műsor alkotó-műsorvezetője. A 99 Mozgalom alapító tagja 66 ember mellett.
2016-ban a Super TV2-n futó Dalfutár című zenei műsor gazdája és producere volt, majd 2019 óta a YouTube-on folytatja a műsorral azonos című csatornán és azonos szerepkörökben.

## Élete
A budapesti Madách Imre Gimnáziumban érettségizett 1987-ben, utána többször a jogi karra felvételizett, eredménytelenül. Nem akart azonban diploma nélkül maradva „szégyent hozni” agykutató édesapjára, ezért beiratkozott a szociológia szakra és ott 1998-ban szerzett diplomát. Ezután számos munkát kipróbált: volt pincér, menedzser, sajtós a városházán.
Az 1993-ban alakult Emil.RuleZ! zenekar frontembere. Sajátos stílusa és humora népes rajongótábort szerzett a zenekarnak. Eddig négy albumuk jelent meg: Zazie az ágyban, Hisztis, zanga!zanga, illetve a Gyere át!, valamint két kislemezük a Hello, tourist! és az Ebola Cola.

### Dr. Debreceni László
Hajós András legjobb „barátja”, „társa” és „műsorvezetőtársa” a Magánszám és a Késő Este című műsoraiban. A játékfigura Hajós gimnáziumi osztálytársa, Gaál Csaba Boogie gyermekkori plüssmackója, aki még nem volt kétéves, mikor elnevezte a később médiasztárrá avanzsált játékot. A Hajós Andráshoz köthető figura nem azonos az ÁNTSZ tisztiorvosával, bár hasonló néven lettek híresek.

### Műveltsége
Saját bevallása szerint természettudományos ismeretei nem túl magas szintűek, a kémiatanítással szembeni averziójának az RTL Klub Heti Hetes című műsorának 2007. december 23-ai adásában is hangot adott, amikor a kálium-szulfátról beszélt.

### Politika
Hajós világképét liberális demokrataként, önmagát kétgyermekes euromagyar apaként határozta meg. Sokáig szellemileg közel állt az SZDSZ-hez. Televíziós és zenész karrierje előtt évekig a Főpolgármesteri Hivatal sajtó ügyosztályán dolgozott, egy időben ő írta Demszky Gábor beszédeit.
2006. szeptember 22-én, meglepetésre, a Hír TV-ben a 2006-os megmozdulások kapcsán lemondásra szólította fel Gyurcsány Ferenc miniszterelnököt. Tettét az RTL Klub etikátlannak minősítette, és hivatalosan is elmarasztalta, de mivel szerződés nem kötötte a csatornához, az RTL Klub részéről sem jogi, sem másfajta lépések nem követték az esetet, Hajós így a Heti Hetes című közéleti műsor állandó szereplőjeként képernyőn maradhatott (egészen 2013-ig, mikor átigazolt a TV2-höz).

### Magánélete
Nős, egy fia van, Artúr és egy lánya, Alíz. Gyermekeinek édesanyjával való kapcsolata már inkább hasonlít barátságra, mint szerelmes viszonyra, de két gyermekük miatt nem válnak el, nem költöznek szét. Felesége tudja, hogy szeretője van Hajósnak, és el is fogadja ezt az állapotot.

## Filmográfia
Az Amerikában népszerű late-night talk show-k mintájára 2003 tavaszától indította el Magánszám című műsorát, amelyet először a TV2-n sugároztak, majd kis szünet után a Viasat 3-on láthatta újra a nézőközönség Késő este Hajós Andrással címmel. A műsor megszűnése óta Hajós az RTL Klub Heti Hetes című műsorának gárdáját erősítette, annak egészen a megszűnéséig. 2005-ben ő vezette a Benne leszek a tévében című műsort, amelyből kilenc adást láthattak a nézők. A Dalfutár című, 2016-tól napjainkig fel-feltűnő, egész ismert zenei, televíziós websorozatának producere, főhőse és motorja.
A 2002-ben készült Kelj fel komám ne aludjál című filmmel indult el a filmes világban. Azóta szerepelt a Boldog születésnapot! (2003), Magyar vándor (2004), Zsiguli (2004) és a Szűzijáték (2006) című filmekben. 2007-ben a Megy a gőzös c. Koltai-komédiában a Hiszékeny vakot alakította.

### Film
| Év   | Cím                         | Szerep        | Megjegyzés                                                                                 | Forr.  |
| ---- | --------------------------- | ------------- | ------------------------------------------------------------------------------------------ | ------ |
| 2002 | Kelj fel, komám, ne aludjál | Önmaga        | Mint Emil Rulez                                                                            | [ 9 ]  |
| 2003 | Boldog születésnapot!       | Csetelő férfi | Emil.RuleZ!-zel szerezte zenéjét; Főcímdal: „Zsebeibe zsé”                                 | [ 9 ]  |
| 2004 | Magyar vándor               | Énekes        | Filmzene: "Karaván"                                                                        | [ 9 ]  |
| 2004 | Zsiguli                     | Tévébemondó   |                                                                                            | [ 9 ]  |
| 2006 | Szűzijáték                  | Híresség      |                                                                                            | [ 9 ]  |
| 2007 | Megy a gőzös                | Hiszékeny vak |                                                                                            | [ 9 ]  |
| 2009 | Végállomás                  | N.A.          | Zene; Rövidfilm                                                                            | [ 10 ] |
| 2012 | Fluor Film                  | Önmaga        | Dokumentumfilm                                                                             | [ 11 ] |
| 2014 | Swing                       | N.A.          | Filmzene: énekes, dalszerző, zongorista, zenéjét Hegyi Györggyel szerezte: „Még egy lépés” | [ 9 ]  |
| 2018 | Volt egyszer egy téka       | Önmaga        | Dokumentumfilm                                                                             | [ 12 ] |

### Televízió és Web

#### Műsor
| Év               | Cím                                       | Szerepkör                       | Csatorna              | Megjegyzés                                                                                |
| ---------------- | ----------------------------------------- | ------------------------------- | --------------------- | ----------------------------------------------------------------------------------------- |
| 1999–2016        | Heti Hetes                                | szereplő                        | RTL Klub/RTL II       | Fő (6.–14. évad); Visszatérő (2.; 16.–17. évad); 263 epizód                               |
| 2002             | Fókusz Portré                             | szereplő                        | RTL Klub              | Vendég; Epizód: „Hajós András”                                                            |
| 2003             | Magánszám – Üljön le Hajós Andrással!     | műsorvezető                     | TV2                   | [ 13 ] [ 14 ]                                                                             |
| 2004             | Késő este Hajós Andrással                 | műsorvezető, író                | Viasat 3              | [ 15 ] [ 16 ]                                                                             |
| 2004–2006        | Esti showder                              | szereplő                        | RTL Klub              | Vendég; 2 epizód                                                                          |
| 2005             | Benne leszek a tévében!                   | műsorvezető                     | RTL Klub              | 9 epizód                                                                                  |
| 2006             | Kommentár Nélkül                          | szereplő                        | Hír TV                | Vendég; Epizód: „Hajós András”                                                            |
| 2007             | Legyen ön is milliomos!                   | játékos                         | RTL Klub              | Vendég; Epizód: „Nőnapi különkiadás”                                                      |
| 2008             | Buké                                      | szereplő                        | Hír TV                | Vendég; Epizód: „Hajós András”                                                            |
| 2008; 2017       | Showder Klub                              | szereplő (fellépő)              | RTL Klub/RTL II       | Vendég; 2 epizód                                                                          |
| 2009             | Humorista a konyhában                     | műsorvezető                     | TV Paprika            | [ 22 ]                                                                                    |
| 2009             | Legénykonyha                              | műsorvezető                     | TV Paprika            | Nyáry Krisztiánnal vezette; 12 epizód                                                     |
| 2009             | Civil a pályán                            | szereplő                        | ATV                   | Vendég; Epizód: „2009”                                                                    |
| 2009             | Vacsoracsata                              | versenyző                       | RTL Klub              | Visszatérő; 6 epizód                                                                      |
| 2010             | A cég hangja                              | zsűritag                        | Viasat 3              | 7 epizód                                                                                  |
| 2010             | Beugró                                    | szereplő „beugró”               | Cool TV               | Epizód: „5. évad 10. rész”                                                                |
| 2011             | Őszintén Szily Nórával                    | szereplő                        | Reflektor TV          | Vendég; Epizód: „Hajós András”                                                            |
| 2011–2015        | Comedy Central bemutatja                  | szereplő (fellépő)              | Comedy Central        | 4 epizód                                                                                  |
| 2012             | Szóval?!                                  | szereplő                        | disputaonline         | Epizód: „Hajós András és Fábry Sándor vitája”                                             |
| 2012             | Csillag születik                          | zsűritag                        | RTL Klub              | 12 epizód                                                                                 |
| 2012             | CSISZ                                     | szereplő                        | Cool TV               | 1 epizód                                                                                  |
| 2012             | Záróra                                    | szereplő                        | M1                    | Vendég; Epizód: „Hajós András”                                                            |
| 2012–2015        | Fábry                                     | szereplő                        | M1/Duna               | Vendég; 3 epizód                                                                          |
| 2012             | Hír24                                     | szereplő                        | Hír24                 | Vendég; Epizód: „Így búcsúzott a Heti Hetes”                                              |
| 2012             | Arckép                                    | szereplő                        | Zugló Televízió       | Vendég; Epizód: „Hajós András”                                                            |
| 2012             | Lakástalkshow                             | szereplő                        | Viasat 3              | Vendég; Epizód: „Hajós András”                                                            |
| 2013             | Reflektor                                 | szereplő                        | RTL Klub              | Vendég; Epizód: „Hajós András”                                                            |
| 2013–2016        | Sztárban sztár                            | zsűritag                        | TV2                   | 26 epizód                                                                                 |
| 2013–2015        | Az ének iskolája                          | zsűritag „tanár”                | TV2                   | 30 epizód                                                                                 |
| 2014             | Hajós a dobozban                          | műsorvezető                     | TV2                   | 8 epizód                                                                                  |
| 2014             | Aktív                                     | szereplő                        | TV2                   | 2 epizód                                                                                  |
| 2014–2015        | Ki Mit Tube - Megkapod a választ          | műsorvezető (moderátor)         | Ki Mit Tube           |                                                                                           |
| 2015             | Otthon a kertben                          | szereplő                        | Nanomedia Productions | Vendég; Epizód: „Terasz átalakítás Hajós Andrásnál”                                       |
| 2015–2016        | Mokka                                     | szereplő                        | TV2                   | Vendég; 4 epizód                                                                          |
| 2015             | Készhelyzet                               | műsorvezető                     | Comedy Central        | 20 epizód                                                                                 |
| 2015             | A név mögött                              | szereplő                        | egyetem tv            | Vendég; Epizód: „Hajós András”                                                            |
| 2015             | Zeneszöveg.hu beszélgetések               | szereplő                        | Zeneszöveg.hu         | Vendég; Epizód: „Hajós András 1. rész”                                                    |
| 2015–2019        | Gyertek át! – a sztárvetélkedő            | játékos                         | RTL Klub              | Visszatérő; 11 epizód                                                                     |
| 2016; 2019–jelen | Dalfutár                                  | alkotó-műsorvezető/producer     | Super TV2/Dalfutár    | 38 epizód                                                                                 |
| 2016             | Kismenők                                  | zsűritag                        | TV2                   | 8 epizód                                                                                  |
| 2016             | Red Carpet - Sztárok testközelben         | szereplő                        | TV2                   | Vendég; Epizód: „2016-08-12”                                                              |
| 2016             | FEM3 Café                                 | szereplő                        | FEM3                  | Vendég; Epizód: „2016-12-23”                                                              |
| 2017             | EGYENESEN                                 | szereplő                        | Hír TV                | Vendég; Epizód: „Hajós András és Magyar György”                                           |
| 2017             | Ide süss!                                 | műsorvezető                     | Viasat 3              | Sass Danival vezette; 21 epizód                                                           |
| 2017–jelen       | Egyenes Beszéd                            | szereplő                        | ATV                   | Vendég; 3 epizód                                                                          |
| 2017             | #Bochkor                                  | szereplő                        | ATV                   | Vendég; 2 epizód                                                                          |
| 2017             | Blikk.hu                                  | szereplő                        | Blikk                 | Vendég; Epizód: „Hajós András keményen beszólt a TV2-nek”                                 |
| 2017             | PotyaUtas                                 | szereplő                        | Blikk                 | Vendég; Epizód: „Hajós András”                                                            |
| 2017             | Showder Klub Roast                        | szereplő (fellépő)              | RTL II                | Vendég                                                                                    |
| 2018–jelen       | NőComment!                                | szereplő                        | Spektrum Home/RTL II  | Vendég; 5 epizód                                                                          |
| 2019             | Ruhastory                                 | szereplő                        | Ruhastory - kornanita | Vendég; Epizód: „Hajós András Ruhastoryja”                                                |
| 2019             | Napfel                                    | szereplő                        | egyetem tv            | Vendég; Epizód: „beszélgetés Hajós Andrással”                                             |
| 2020–jelen       | Dalfutár Extra                            | alkotó-műsorvezető/producer     | Dalfutár              | 3 epizód                                                                                  |
| 2020             | Nicsak, ki vagyok? - A rejtélyek színpada | zsűritag „detektív” (csapattag) | TV2                   | 7 epizód; 1. csapat                                                                       |
| 2020             | Wanted Podcast                            | szereplő                        | Wanted magazin        | Podcast; Vendég; Epizód: „Hajós András és Jeli András a Dalfutárról”                      |
| 2020             | Tatabánya, ma                             | szereplő                        | TK TV                 | Epizód: „2020-10-01”                                                                      |
| 2020             | Életigenlők - Bólints rá!                 | szereplő                        | MTVSZ                 | Epizód: „Hajós András”                                                                    |
| 2020             | PartizánPOP (Heti Hetes)                  | szereplő                        | Partizán              | Vendég; Epizód: „Heti Hetes”                                                              |
| 2020             | NőComment! - Szilveszter 2020             | szereplő                        | RTL II                | Vendég                                                                                    |
| 2021             | PinceKlub EXTRA                           | szereplő                        | Eötvös10              | Vendég; Epizód: „Hajós András”                                                            |
| 2021             | Monoszkóp                                 | szereplő                        | Partizán              | Vendég; Epizód: „Hajós András & Fekete Ádám \| Mit kezdjünk a testünkkel?”                |
| 2021             | Mivanaveled Show                          | szereplő                        | MIVANAVELED SHOW      | Vendég; Epizód: „HAJÓS ANDRÁS”                                                            |
| 2021             | Nagy Szám                                 | szereplő                        | RTL Klub              | Vendég; Epizód: „1. évad 6. rész”                                                         |
| 2021             | Blikk + Győző                             | szereplő                        | Blikk                 | Vendég; Epizód: „Hajós András mesél”                                                      |
| 2021; 2022       | Márkó és Barna Síkideg                    | szereplő                        | Index.hu              | Podcast; Vendég; Epizód: „Hajós András”                                                   |
| 2021             | CelebZene                                 | szereplő                        | Tamás Kóródi          | Vendég; Epizód: „Hajós András 🎸🔥”                                                       |
| 2021             | Mi a TikTokod?                            | zsűritag                        | Index.hu              | 11 epizód                                                                                 |
| 2021             | Markoló                                   | szereplő                        | Partizán              | Vendég; Epizód: „Hajós András és Jeli András”                                             |
| 2022             | Voks                                      | szereplő                        | ATV                   | Vendég; Epizód: „Politizáló művészek, művész politikusok”                                 |
| 2022             | agitPOP                                   | társműsorvezető                 | Partizán              | Epizód: „A NER 12 éve Budapesten”                                                         |
| 2022             | Választás 2022                            | szereplő                        | 24.hu                 | Vendég; Epizód: „Hajós András: „Ma este bulizzatok, de az after a szavazófülkében legyen” |
| 2022             | IstenEst                                  | szereplő                        | IstenesBence          | Vendég; Epizód: „AZ APASÁGÉRT NEM JÁR OSCAR”                                              |

### Reklám
| Év        | Vállalat              | Termék                | Ország       |
| --------- | --------------------- | --------------------- | ------------ |
| 2007      | Tibi csoki            | Csokoládé             | Magyarország |
| 2018–2019 | Sunlight Magyarország | Gépi mosogatótabletta | Magyarország |
| 2019      | Allee                 | KörTea                | Magyarország |

### Rádió
| Év        | Cím                        | Szerepkör   | Csatorna                             | Megjegyzés                                                                              |
| --------- | -------------------------- | ----------- | ------------------------------------ | --------------------------------------------------------------------------------------- |
| 2006      | Demokrácia Rt.             | szereplő    | Budapest Rádió                       | Vendég; Epizód: „2006-09-25”                                                            |
| 2008–2011 | Bolhacirkusz               | műsorvezető | Radiocafé                            | Hegyi Györggyel vezette                                                                 |
| 2019      | Kultrovat podcast          | szereplő    | Index.hu                             | Podcast; Vendég; Epizód: „Hajós András: Többet ér a YouTube, mint a főműsoridő a TV2-n” |
| 2020      | Például Extra              | szereplő    | Manna FM                             | Vendég; Epizód: „Hajós András”                                                          |
| 2021      | Szavakon túl               | szereplő    | Klubrádió                            | Vendég; Epizód: „Hajós András”                                                          |
| 2021      | Budapest Te+Én podcast     | szereplő    | Budapest Te meg Én podcast (Spotify) | Podcast; Vendég; Epizód: „A Budapest Te+Én podcastban: Hajós András és Jeli András”     |
| 2021      | Wolf Áramlat               | szereplő    | Beat                                 | Vendég; Epizód: „Hajós András”                                                          |
| 2022      | Rocktérítő+ Pajor Tamással | szereplő    | Spirit FM                            | Vendég; Epizód: „Hajós András”                                                          |
| 2022      | Kisapám                    | szereplő    | Linczényi Márkó (PodPad)             | Podcast; Vendég; 2 epizód                                                               |

### Színház
| Év   | Cím                       | Szerep | Színház                 | Megjegyzés                                   |
| ---- | ------------------------- | --- | ----------------------- | -------------------------------------------- |
| 2002 | Valami Magyarország       | N.A. | Centrál Színház         | 9 emberrel közösen írta                      |
| 2010 | Machow Swing              | Gengszter | Szikra cool*tour*house  |                                              |
| 2012 | Mentál Mohács Rádiókabaré | style="background: var(--background-color-neutral, #eaecf0); color: var(--color-base, #202122); vertical-align: middle; text-align: center; " class="table-na" \| N.A. | Mohácsi Kossuth Teátrum | Litkai Gergellyel és Felméri Péterrel előadó |
| 2013 | Mozgófénykép              | style="background: var(--background-color-neutral, #eaecf0); color: var(--color-base, #202122); vertical-align: middle; text-align: center; " class="table-na" \| N.A. | Radnóti Színház         | Dalszerző                                    |
| 2015 | Spam operett              | style="background: var(--background-color-neutral, #eaecf0); color: var(--color-base, #202122); vertical-align: middle; text-align: center; " class="table-na" \| N.A. | Radnóti Színház         | Dalszerző                                    |

### Rendezvény

##### Műsor
| Év        | Cím                             | Szerepkör   | Helyszín               | Megjegyzés           | Forrás |
| --------- | ------------------------------- | ----------- | ---------------------- | -------------------- | ------ |
| 2008      | "Jókedvet adj..."               | szereplő    | Madách Színház         | Vendég; Gála         | [ 72 ] |
| 2011      | Te sem lehetsz sztár            | műsorvezető | Szikra cool*tour*house |                      | [ 72 ] |
| 2016      | Televíziós Újságírók Díjátadója | műsorvezető | Pesti Vígadó           |                      | [ 73 ] |
| 2017–2019 | ÉdesKettes                      | szereplő    | Játékszín              | Visszatérő; 4 epizód | [ 72 ] |

## Diszkográfia

### Videoklip
| Év   | Cím                                        | Egyéb előadó | Rendező      | Megjegyzés |
| ---- | ------------------------------------------ | ------------ | ------------ | ---------- |
| 2018 | A Sunlight bemutatja: GastroSong - TKP     | Bruzsa Gábor | Bruzsa Gábor | Dalszerző  |
| 2019 | A Sunlight bemutatja: GastroSong - Pörkölt | Bruzsa Gábor | Bruzsa Gábor | Dalszerző  |

## Elismerések
| Díj                       | Év   | Munka    | Kategória                      | Eredmény | Forr.  |
| ------------------------- | ---- | -------- | ------------------------------ | -------- | ------ |
| Déri János-díj            | 2009 | Életmű   | N.A.                           | Elnyerte |        |
| Televíziós Újságírók Díja | 2017 | Dalfutár | Legjobb dokumentarista reality | Elnyerte | [ 74 ] |